# Billy-Chevannes
Billy-Chevannes – miejscowość i gmina we Francji, w regionie Burgundia-Franche-Comté, w departamencie Nièvre.
Według danych na rok 1990 gminę zamieszkiwało 271 osób, a gęstość zaludnienia wynosiła 11 osób/km² (wśród 2044 gmin Burgundii Billy-Chevannes plasuje się na 642. miejscu pod względem liczby ludności, natomiast pod względem powierzchni na miejscu 297.).